# Châtelet-Farciennes SC
Châtelet-Farciennes SC was een Belgische voetbalclub uit Châtelet. De club was aangesloten bij de KBVB met stamnummer 725 en had groen en wit als kleuren. De club speelde het merendeel van haar geschiedenis in de provinciale reeksen. In 2019 kwam het tot een fusie met R. Olympic Charleroi en gaat het verder onder het stamnummer van laatstgenoemde club, weliswaar met de nieuwe naam R. Olympic Charleroi Châtelet Farciennes.

## Geschiedenis
In 1926 sloot Châtelet SC zich aan bij de Belgische Voetbalbond, waar men stamnummer 725 kreeg toegekend. De club nam groen en wit als kleuren aan, en nam in haar logo de afbeelding van een wolf op. Châtelet ging in de Henegouwse provinciale reeksen spelen.
De club maakte er meteen opgang en steeg in 1930 naar de tweede provinciale afdeling en dankzij een titel bereikte men in 1937 de hoogste provinciale reeks. Na de oorlog zakte de club weer naar de lagere provinciale reeksen. In 1953 zakte men naar derde provinciale, maar een jaar later kon men terug promoveren naar tweede. In 1956 werd de club koninklijk.
Dankzij eindrondewinst promoveerde Châtelet SC in 1999 weer naar eerste provinciale. De club ken een succesvolle periode in het begin van de 21ste eeuw. In 2000/01 won men de Beker van Henegouwen en ook in de competitie was de club provinciaal bij de besten. In 2001 won Châtelet SC de provinciale eindronde, maar daarna werd men in de interprovinciale eindronde uitgeschakeld door vierdeklasser KFC Izegem. In 2002 won men opnieuw de provinciale eindronde. Ditmaal moest men niet naar de interprovinciale eindronde, want door de fusie van RUS Tournaisienne en RRC Tournaisien verdween er een Henegouwse club in de nationale reeksen en mocht Châtelet SC als eindrondewinnaar meteen promoveren naar de nationale reeksen.
In het debuutseizoen in vierde klasse kende Châtelet SC echter weinig succes. Men haalde in de competitie slechts een overwinning en men eindigde het seizoen met 9 punten afgetekend als allerlaatste. De club zakte zo na een seizoen weer naar eerste provinciale.
Châtelet bleef de volgende jaren in de provinciale reeksen en zakte er zelfs even weg naar tweede provinciale. Men kon echter gauw terugkeren op het hoogste provinciale niveau en in 2014 behaalde men een plaats in de provinciale eindronde. Châtelet won die en mocht naar de interprovinciale eindronde. Daar won men van vierdeklasser Racing Waregem en de Luxemburgse provincialer ROC Meix-devant-Virton. Na elf jaar provinciaal voetbal promoveerde men zo nogmaals naar de nationale vierde klasse.
Na de competitiehervorming van 2016 speelden de groen-witten eerst één seizoen in de Tweede klasse amateurs. Daarin werd het direct kampioen, waardoor het sinds 2017 uitkomt op het hoogste amateurniveau. Na twee seizoenen op het hoogste amateurniveau fuseerde Châtelet-Farciennes met Olympic Charleroi tot Olympic Charleroi Châtelet Farciennes. De nieuwe club nam het stamnummer van Olympic Charleroi over. Omdat Châtelet-Farciennes in eerste klasse amateurs speelde, mocht de nieuwe ploeg in het eerste seizoen meteen aantreden op het hoogste amateurniveau van België.

## Resultaten
| Seizoen                                                                                                   | Klasse | Klasse | Klasse | Klasse | Klasse | Klasse | Klasse | Klasse | Klasse | Reeks              | Punten | Opmerkingen                                              |
| | I      | I      | II     | III    | IV     | P.I    | P.II   | P.III  | P.IV   |                    |        |                                                          |
| --- | ------ | ------ | ------ | ------ | ------ | ------ | ------ | ------ | ------ | ------------------ | ------ | -------------------------------------------------------- |
| 2008/09                                                                                                   |        |        |        |        |        | 10     |        |        |        | Eerste prov. Heneg | 37     |                                                          |
| 2009/10                                                                                                   |        |        |        |        |        | 8      |        |        |        | Eerste prov. Heneg | 41     |                                                          |
| 2010/11                                                                                                   |        |        |        |        |        | 13     |        |        |        | Eerste prov. Heneg | 38     |                                                          |
| 2011/12                                                                                                   |        |        |        |        |        | 4      |        |        |        | Eerste prov. Heneg | 55     |                                                          |
| 2012/13                                                                                                   |        |        |        |        |        | 4      |        |        |        | Eerste prov. Heneg | 51     |                                                          |
| 2013/14                                                                                                   |        |        |        |        |        | 2      |        |        |        | Eerste prov. Heneg | 58     |                                                          |
| 2014/15                                                                                                   |        |        |        |        | 5      |        |        |        |        | Vierde klasse B    | 45     |                                                          |
| 2015/16                                                                                                   |        |        |        |        | 3      |        |        |        |        | Vierde klasse B    | 50     |                                                          |
| | 1A     | 1B     | 1Am    | 2Am    | 3Am    | P.I    | P.II   | P.III  | P.IV   |                    |        | Vanaf 2016-17 zijn er 3 nationale en 2 regionale niveaus |
| 2016/17                                                                                                   |        |        |        | 1      |        |        |        |        |        | Tweede klasse Am.  | 70     |                                                          |
| 2017/18                                                                                                   |        |        | 13     |        |        |        |        |        |        | Eerste klasse Am.  | 29     |                                                          |
| 2018/19                                                                                                   |        |        | 11     |        |        |        |        |        |        | Eerste klasse Am.  | 36     |                                                          |
| Fusie met Royal Olympic Club de Charleroi om zo verder te gaan als Olympic Charleroi Châtelet Farciennes. |        |        |        |        |        |        |        |        |        |                    |        |                                                          |

## Bekende (oud-)spelers
- Jessy Gálvez López (2018-19)
- Nadir Sbaa (2015-16)
- Steve Verelst